# Veroli Basket 2008-2009
Il Veroli Basket 2008-2009, sponsorizzato Prima, ha preso parte al campionato professionistico italiano di Legadue.
La rosa viene notevolmente riassestata rispetto alla stagione precedente: vengono infatti confermati solamente il capitano Pietro Bianchi e il play Marco Rossi.
Una frattura allo scafoide rimediata da Dawan Robinson costringe la società giallorossa a tornare sul mercato firmando l'esperto Jerome Allen, che rimarrà a Veroli tre mesi prima di chiudere la sua carriera da giocatore a Udine. Nel corso del campionato la squadra staziona pressoché sempre nella parte alta della classifica. Alla vigilia dell'ultima giornata è addirittura sufficiente una vittoria per ottenere la promozione in serie A: l'ostacolo è però rappresentato dalla blasonata capolista Pallacanestro Varese, che vincendo 71-60 il match in casa propria chiude al 1º posto.

Ai verolani non resta che disputare i playoff, finendo clamorosamente eliminati ai quarti di finale da Scafati con un 1-3 nella serie.

## Risultati
- Legadue:
  - stagione regolare: 2º posto su 16 squadre (19-11);
  - playoff: eliminazione ai quarti di finale contro Scafati (1-3).
- Coppa Italia di Legadue:
  -  vittoria in finale contro Soresina.

## Roster
| Giocatori |
| --------- |

|    | Naz.                                     | Ruolo | Sportivo        | Anno | Alt. | Peso |  |
| -- | ---------------------------------------- | ----- | --------------- | ---- | ---- | ---- |  |
| 5  | Stati Uniti (bandiera)                   | PG    | Dawan Robinson  | 1982 | 191  | 88   |  |
| 6  | Italia (bandiera)                        | P     | Marco Rossi     | 1981 | 185  | 82   |  |
| 7  | Italia (bandiera)                        | AC    | Ivan Gatto      | 1978 | 206  | 108  |  |
| 8  | Italia (bandiera)                        | A     | Massimo Rezzano | 1982 | 203  | 98   |  |
| 9  | Italia (bandiera)                        | GA    | Sergio Plumari  | 1986 | 198  | 96   |  |
| 9  | Argentina (bandiera) · Italia (bandiera) | A     | Franco Migliori | 1982 | 198  | 89   |  |
| 11 | Israele (bandiera) · Francia (bandiera)  | GA    | Afik Nissim     | 1981 | 185  | 83   |  |
| 13 | Italia (bandiera)                        | G     | Michele Mian    | 1973 | 196  | 90   |  |
| 15 | Italia (bandiera)                        | C     | Pietro Bianchi  | 1973 | 201  | 101  |  |
| 20 | Stati Uniti (bandiera)                   | C     | Kyle Hines      | 1986 | 196  | 110  |  |

| Staff tecnico                 |
| ----------------------------- |
| Allenatore: Andrea Trinchieri |
| Assistente: Massimo Bisin     |

| Giocatori acquisiti a stagione in corso |
| --------------------------------------- |

|    | Naz.                                       | Ruolo | Sportivo                        | Anno | Alt. | Peso |  |
| -- | ------------------------------------------ | ----- | ------------------------------- | ---- | ---- | ---- |  |
| 4  | Stati Uniti (bandiera)                     | P     | Jerome Allen dal 6 novembre     | 1973 | 192  | 90   |  |
| 14 | Stati Uniti (bandiera) · Italia (bandiera) | C     | Ryan Pettinella dal 31 marzo    | 1984 | 210  | 113  |  |
| 8  | Lettonia (bandiera)                        | PG    | Roberts Štelmahers dal 9 aprile | 1974 | 190  | 88   |  |

| Giocatori ceduti a stagione in corso |
| ------------------------------------ |

|   | Naz.                   | Ruolo | Sportivo                         | Anno | Alt. | Peso |  |
| - | ---------------------- | ----- | -------------------------------- | ---- | ---- | ---- |  |
| 4 | Stati Uniti (bandiera) | P     | Jerome Allen fino al 10 febbraio | 1973 | 192  | 90   |  |

Legaduebasket: Dettaglio statistico